# Azande

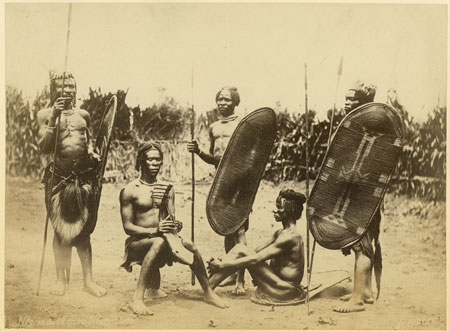
Hombres azande.

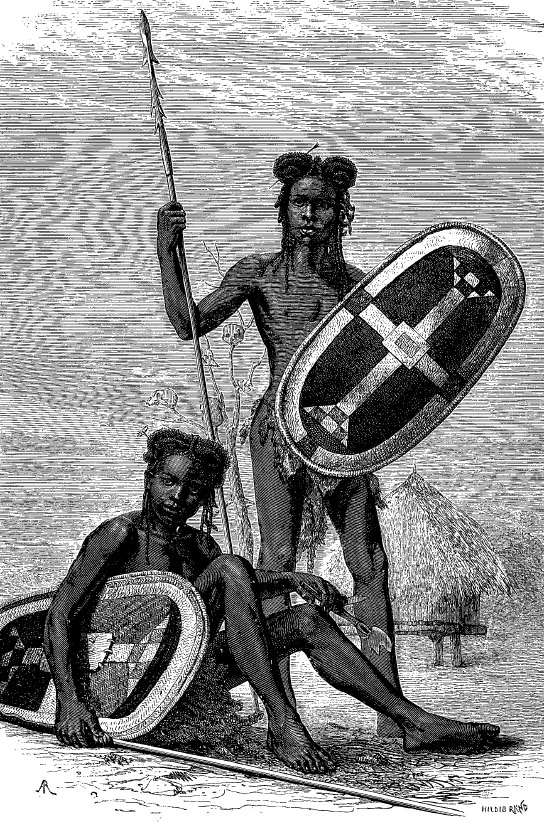
Guerreros Azande por el doctor Georg August Schweinfurth (1868-1871), en su libro La vuelta al mundo.

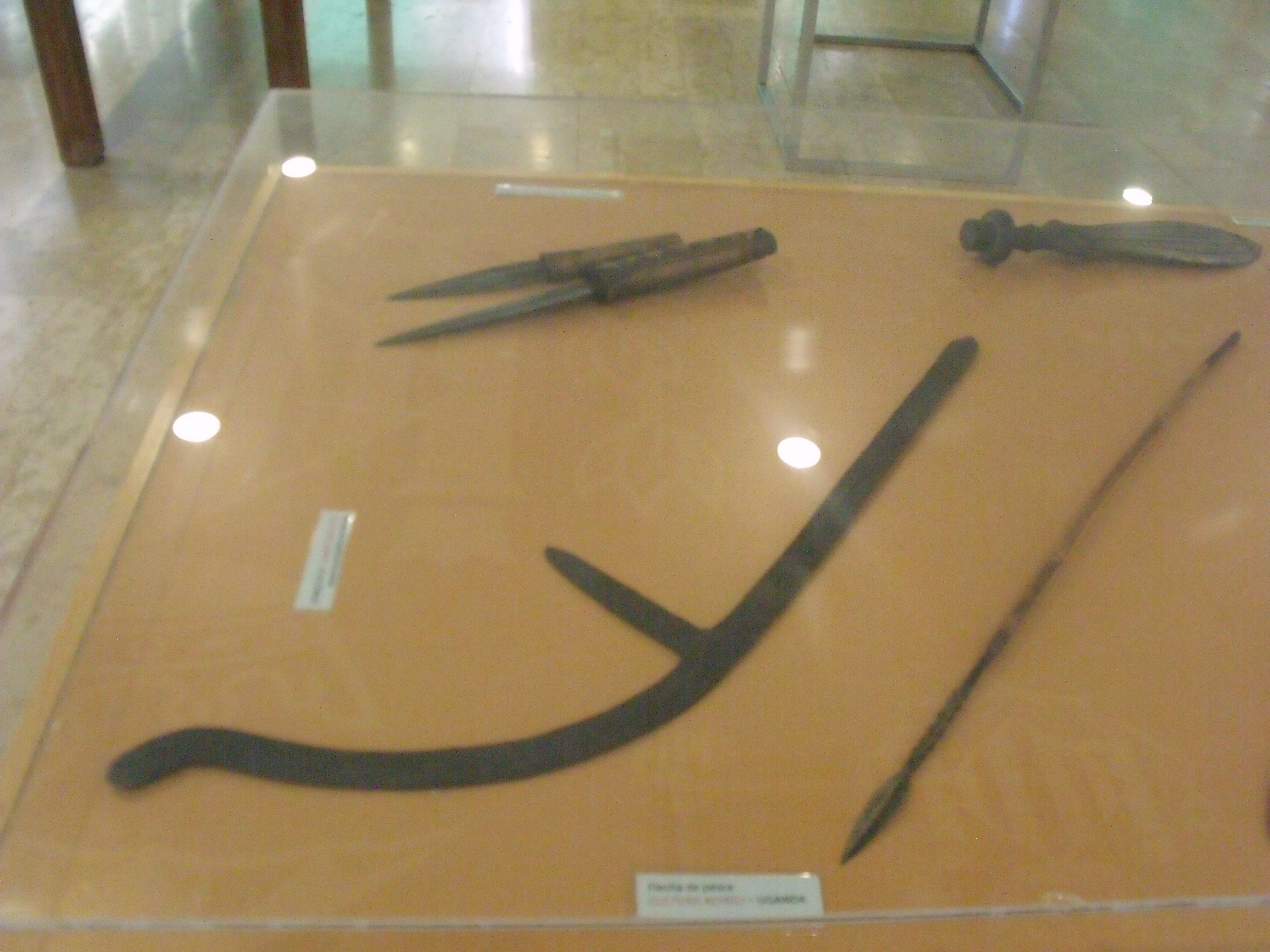
Arma arrojadiza usada como moneda.

Los azande (gentilicio en plural, para el número singular existe la palabra zande) son un pueblo del centro-norte de África. Su población se estima en alrededor de un millón de personas. Viven en el norte de la República Democrática del Congo, en el sudoeste de Sudán del Sur y en el sureste de la República Centroafricana. Los azande congoleños viven en la provincia del Alto Zaire, los sudaneses ocupan las riberas del río Uele, y los centroafricanos viven en los distritos de Rafai, Zemio y Obo. 
Hablan una lengua Ubangi, del grupo zande-nzankara, y muchos practican la religión animista tradicional. Sus creencias giran en torno a tres elementos, descritos por Edward Evan Evans-Pritchard: la magia, la hechicería y los oráculos. Según él mismo dice los azande eran capaces de movilizar ejércitos de 20.000 guerreros. En la cultura azande la hechicería es concebida como una sustancia que se hospeda en el vientre. Esta sustancia vive de manera autónoma, realizando magia negra en contra de los enemigos de la persona que la hospeda. Un brujo puede perder el control sobre sus poderes, hecho que podría ocasionar daño involuntario en personas a las que el brujo no deseaba ningún mal. Dado que es una entidad presente, existen muchos rituales conectados con la protección y la cancelación de la hechicería, que se celebran diariamente. 
Los oráculos son un modo de determinar de dónde proviene la supuesta hechicería, y constituyen la prueba legal para acusar a una persona de haber hecho mal a otra. 
Como parte de su cultura guerrera, E. Evans-Pritchard documentó que los guerreros varones Azande del norte del Congo habitualmente tomaban jóvenes varones de entre 12-20 años como amantes-esposos, que les ayudaban en sus tareas domésticas y a los que adiestraban como guerreros. La práctica desapareció en las primeras décadas del siglo XX, después de que los europeos asumieran el control colonial, pero Evans-Pritchard todavía recogió algunos testimonios de esta práctica de varios ancianos a los que entrevistó.

## Etimología
La palabra azande significa el pueblo que posee muchas tierras, y se refiere a su historia como guerreros conquistadores poderosos. Dependiendo de la variedad lingüística la pronunciación puede cambiar. El nombre niam-niam (el equivalente en español sería la expresión ñam, ñam) fue usado con frecuencia por forasteros en los siglos XIX y XX. Probablemente es de origen dinka; significa grandes comedores en esa lengua. Este nombre dinka u onomatopéyico de los azande hace referencia a sus supuestas costumbres caníbales. Niam-niam era un nombre empleado por otras tribus de Sudán del Sur y luego fue adoptado por los occidentales. Siempre es considerado peyorativo, por lo que no es prudente usarlo en conversaciones con azande.

## Lengua

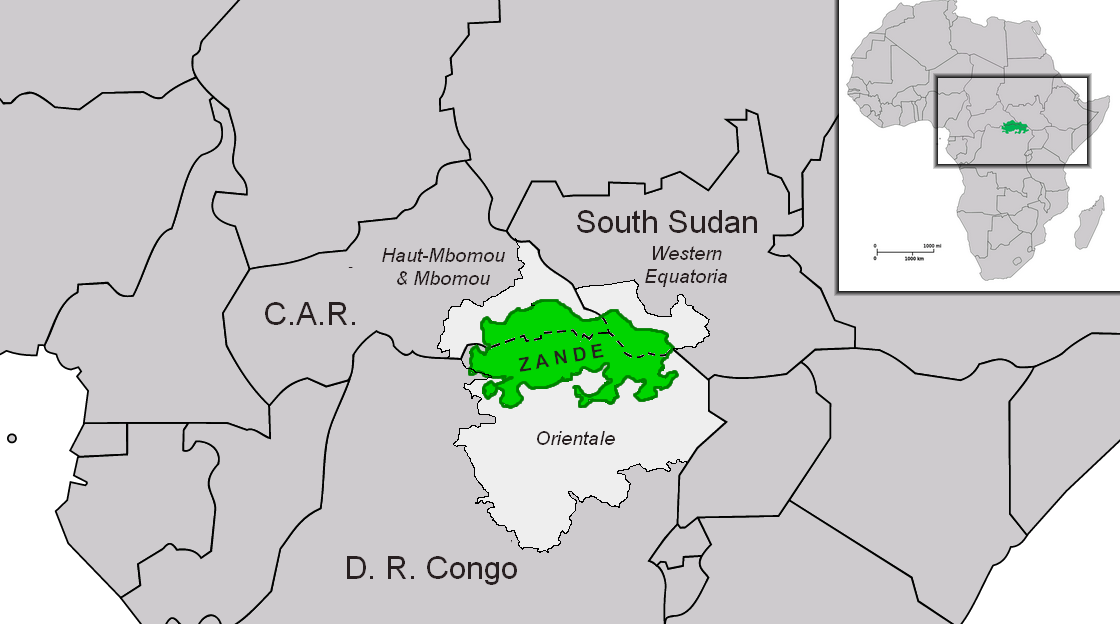
Territorio tradicional de los azande en África central.

Los azande hablan zande, que ellos llaman Pazande en su idioma (su lengua también se llama Zandi, Azande, Sande, Kizande, Badjange). El zande es una lengua zándica que tradicionalmente se relacionó con las lenguas Ubangui aunque dicho parentesco no parece bien fundado, algunos autores consieran a la familia zándica, formada por seis lenguas diferentes, como un grupo de lenguas no clasificadas aunque otras autores las consideran tentativamente como una rama de las lenguas Níger-Congo.